# Jacme Rovira
Jacme Rovira, o Jaume Rovira (fl. XIV secolo), è stato un poeta catalano che scrisse in occitano e partecipò all'agone poetico indetto dal Consistori del Gay Saber di Tolosa.
Il 3 maggio del 1386 Jacme partecipa con un partimen (Senyer Bernatz, dues puncelhas say)composto insieme a Bernat de Palaol, sottoposto alla valutazione dei giudici  del Consistori: Ramon Galbarra e Germà de Gontaut. Il dilemma proposto ai poeti è questo: se un cavaliere ama una signora la quale non ricambia il suo amore, mentre un'altra donna, di uguale merito, lo ama, ma lei per lui è indifferente, di chi lui dovrebbe essere servitore? Bernat difende la richiesta della seconda signora, mentre Jacme quella della prima. I giudici si trovano d'accordo con Jacme. 
Jacme scrive anche un componimento di ventidue versi che iniziano Qui vol al mon de fis pretz fama granda. 
           Qui vol al mon de fis pretz fama granda,

           d'onor, bondat e de valor ensemps,

           e far lur faytz mençonar per tots temps

           e conquistar de ver joy la garlanda;

           ab les virtuts vulla far concordança,

           vicis e molt de si foragitan,

           dins en son cor Dieu sovin contemplan:

           e sera fills d'eternal benanança.

           [...]